# Whirimako Black

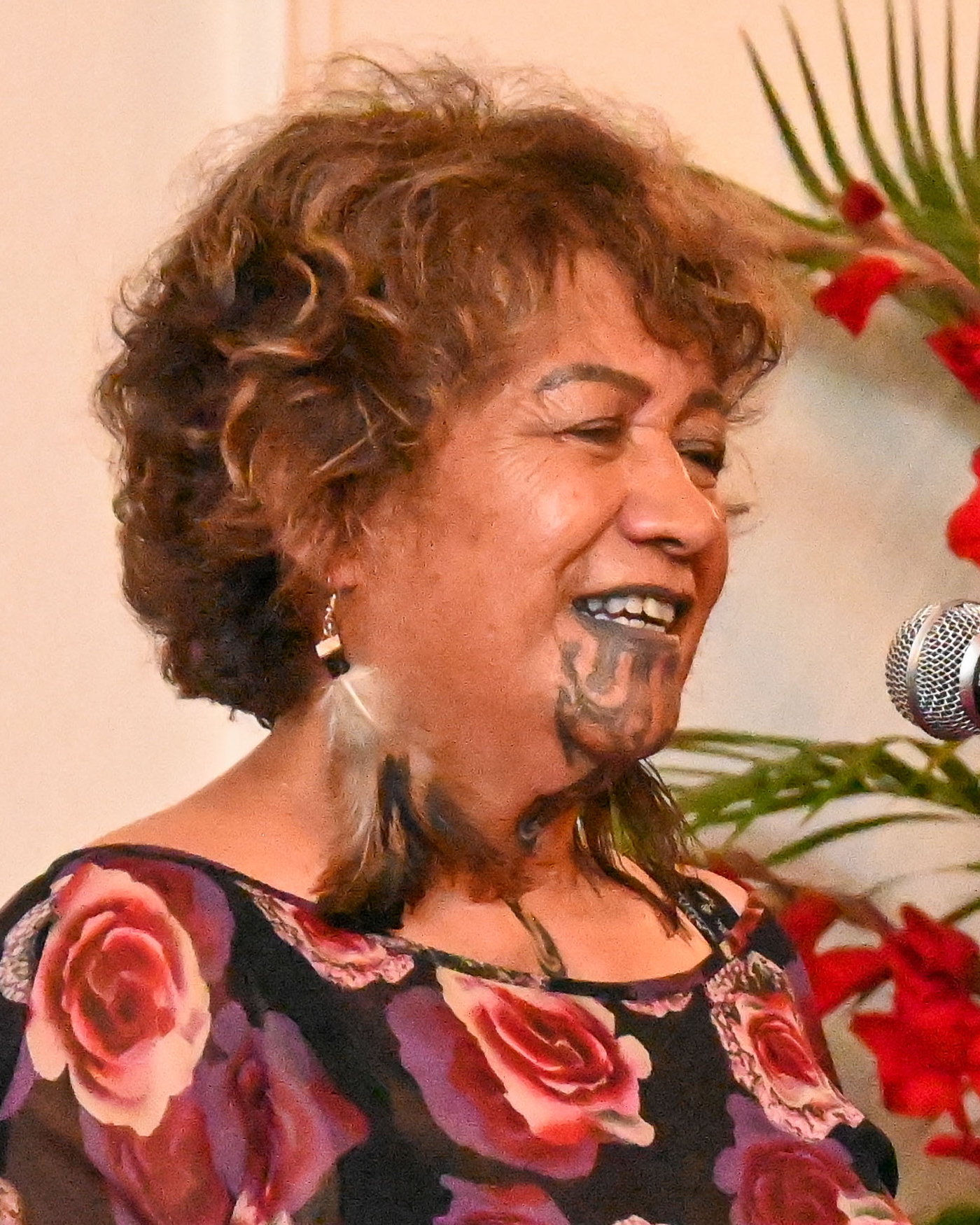
Whirimako Black

Whirimako Black MNZM (* 1961 in Whakatane) ist eine neuseeländische Sängerin und Schauspielerin. Sie singt überwiegend auf maorisch, verwendet traditionelle Māori-Musikformen und arbeitet mit traditionellen Taonga-Pūoro-Instrumenten zusammen.

## Leben und Karriere
Black wurde 1961 in Whakatane geboren. Zu ihren musikalischen Erfolgen gehörte die Serie The New Zealand Wars. Dort komponierte und sang sie den Titelsong der Serie. Außerdem komponierte sie den Song der Nachrichtensendung Te Karere.
1991 gründete sie die Māori-Band Tuahine Whakairo. 1993 verließ sie den Band startete eine Solokarriere. Bei den New Year Honours 2006 bekam sie für ihre Māori-Musik den Orden New Zealand Order of Merit. Ihr Debüt gab sie 2013 in dem Film White Lies. Sie wurde für den Asia Pacific Screen Award als Beste Schauspielerin nominiert.

## Diskografie

### Alben
- 2000: Hinepukohurangi: Shrouded in the Mist
- 2003: Hohou Te Rongo: Cultivate Peace
- 2004: Tangihaku
- 2005: Kura Huna
- 2006: Soul Sessions
- 2007: Whirimako Black Sings

## Filmografie
- 2013: White lies
- 2016: The Spectacular Imagination of the Pohara Brothers
- 2017: How the Lights Gets In
- 2019: Upstream